# Maackia amurensis
Maackia amurensis là loài thực vật thuộc phân họ Đậu.

## Hình ảnh

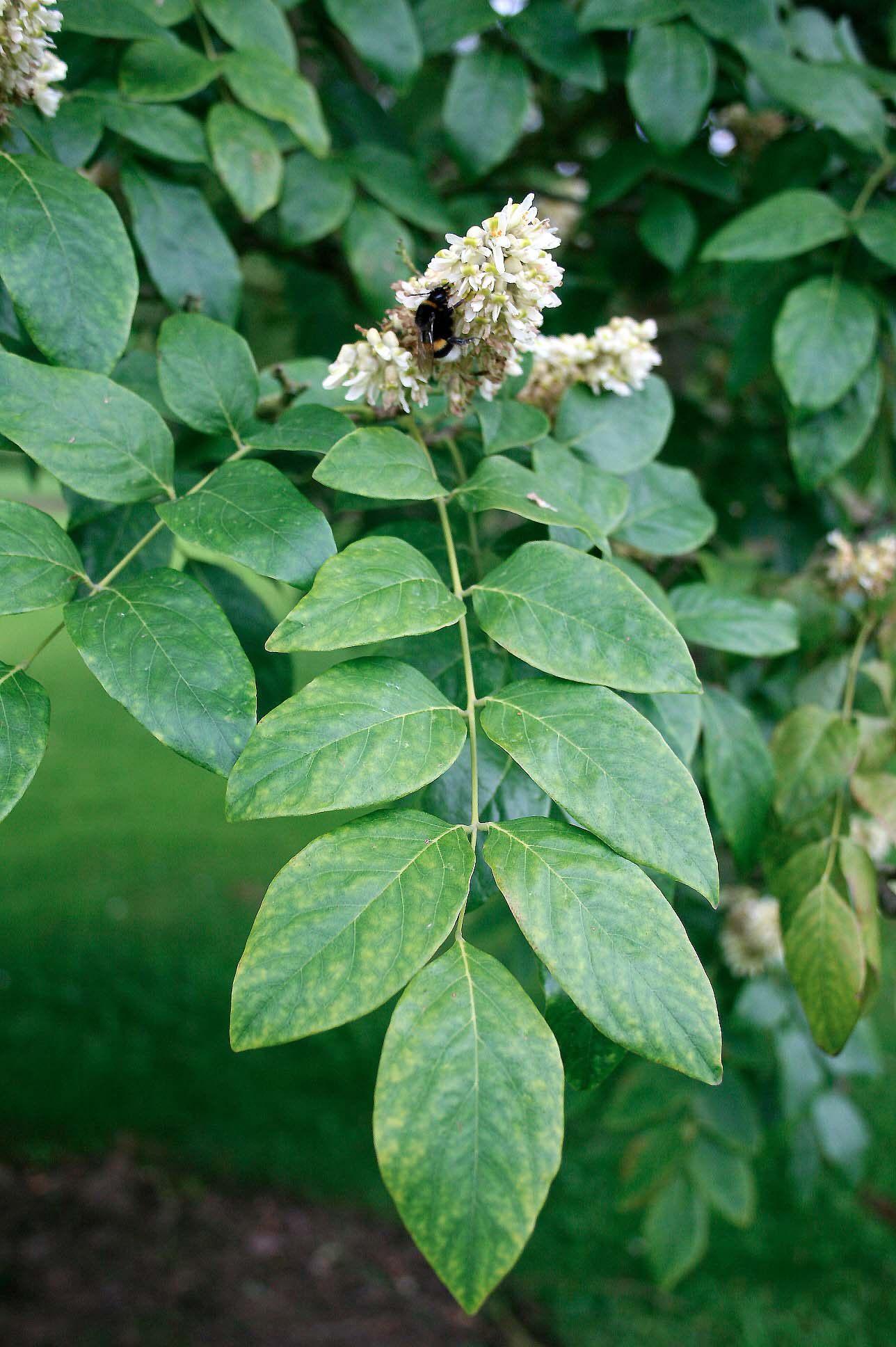
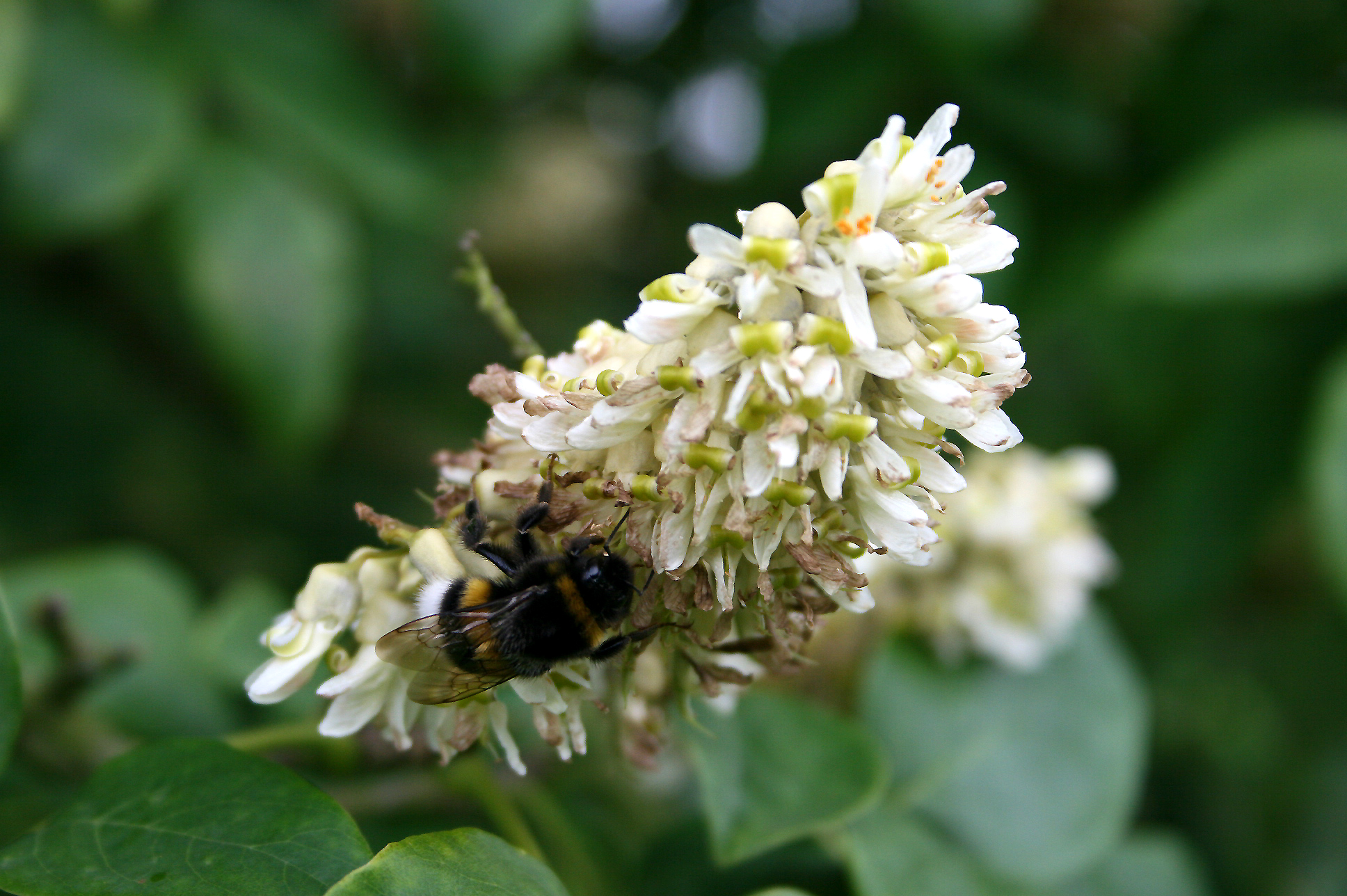
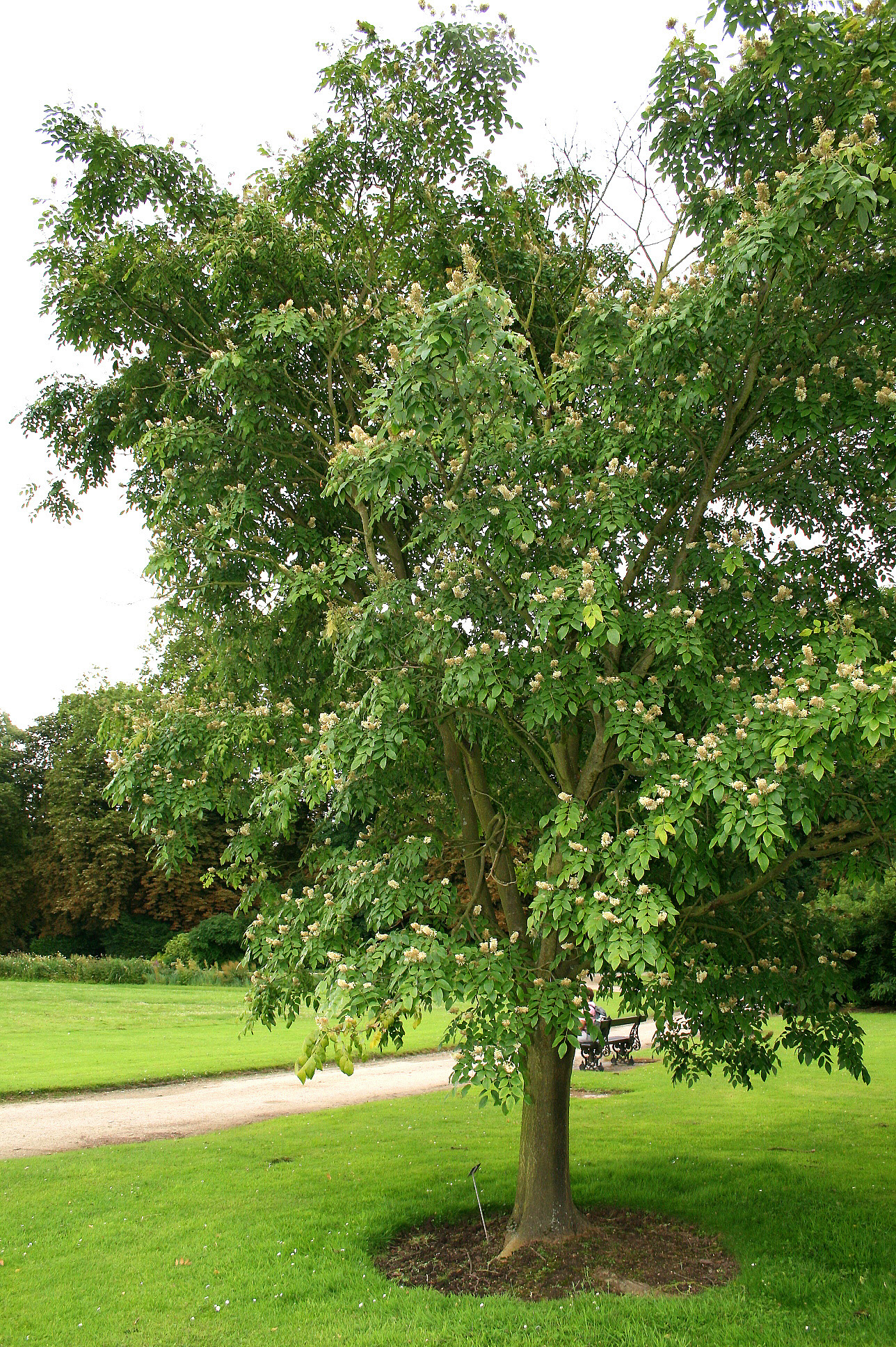
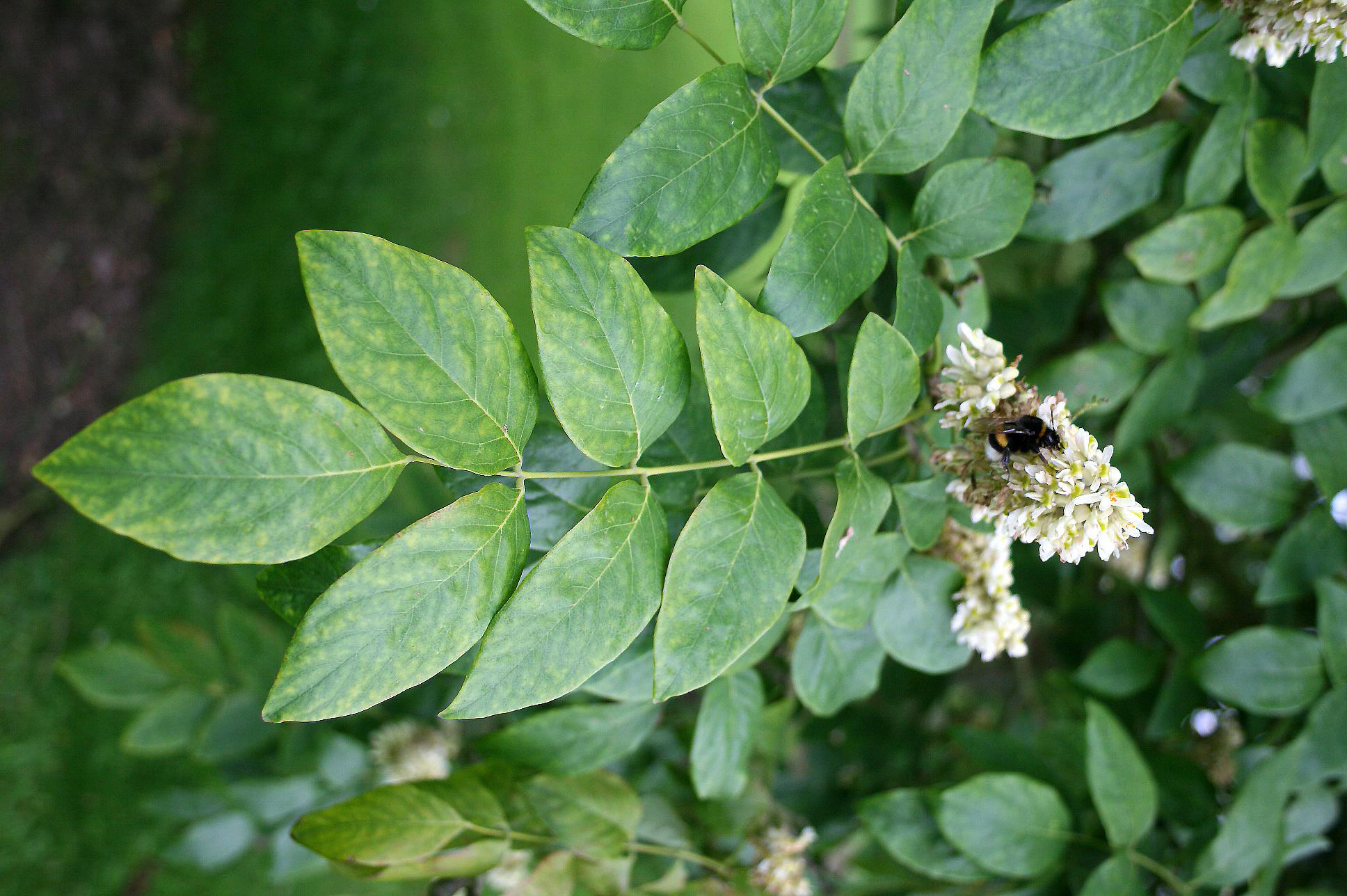